# Армяно-казахстанские отношения
Дипломатические отношения между Республикой Казахстан и Республикой Армения установлены 27 августа 1992 года. Обе страны активно участвуют в Евразийском экономическом союзе, Организации Договора о коллективной безопасности, Содружестве Независимых Государств, а также состоят в множестве международных структур, таких как Организация Объединённых Наций и ОБСЕ.

## История
В 1991—1992 годах Казахстан участвовал в урегулировании карабахского конфликта. С июня 1993 года в Казахстане действует посольство Армении. Посольство Республики Казахстан в Армении действует с марта 2007 года.
Президент Армении Роберт Кочарян посещал Казахстан в сентябре 1999 года и в ноябре 2006 года. Президент РА Серж Саргсян с 2008 года совершил несколько поездок в Казахстан.
Президент Казахстана Нурсултан Назарбаев посетил Армению с официальным визитом 23-24 мая 2001 года. Во время поездки президент Казахстана встретился с президентом Армении Робертом Кочаряном, премьер-министром Армении Андраником Маргаряном, с профессорско-преподавательским составом и студентами Ереванского государственного университета. Также Назарбаев принял участие на сессии Совета коллективной безопасности ОДКБ, посетил Матенадаран и Эчмиадзин.
С 2018 года чрезвычайным и полномочным послом Армении в Казахстане является Гагик Галачян. С 22 апреля 2016 года Чрезвычайным и Полномочным Послом Республики Казахстан в Республике Армения является Тимур Уразаев.

## Политические отношения
С обретением независимости Казахстан и Армения развивают двусторонние отношения в духе партнерства и взаимовыгодного сотрудничества.
Основными документами, регламентирующими двусторонние отношения, являются Договор об основах отношений между Республикой Казахстан и Республикой Армения (19 января 1993 года) и Договор о дружбе и сотрудничестве между Республикой Казахстан и Республикой Армения, который был подписан в ходе официального визита Президента Республики Армения Р.Кочаряна в Республику Казахстан (1-2 сентября 1999 года).
Договорно-правовую базу между Казахстаном и Арменией составляют 23 международных договора (15 межгосударственных и межправительственных, 8 межведомственных).
9-10 июня 2017 года Президент РА С.Саргсян принял участие в церемонии открытия международной специализированной выставки «Астана ЭКСПО-2017» в г. Астана.
13-14 августа 2017 года Премьер-министр Армении Карен Карапетян принял участие в заседании Евразийского межправительственного совета ЕАЭС в г. Астане.
24-25 октября 2017 года Премьер-министр Казахстана Бакытжан Сагинтаев принял участие в заседании Евразийского межправительственного совета ЕАЭС в Ереване.

## Межпарламентское сотрудничество
Межпарламентское взаимодействие двух стран основывается на традиционно высокой доверительной основе и взаимной поддержке позиции и инициатив как на двусторонней основе в формате парламентских групп дружбы, так и на площадках международных парламентских организаций.
Руководителем парламентской группы дружбы «Казахстан-Армения» Мажилиса Парламента Республики Казахстан является депутат Парламента Казахстана Бейбит Мамраев.
Руководителем парламентской группы дружбы «Армения-Казахстан» Национального Собрания Республики Армения является депутат Национального Собрания Армении К. Бекарян.
По данным Национальной статистической службы Армении, с учётом прохождения товаров через другие государства, объём товарооборота между Казахстаном и Арменией в 2018 году составил 13,5 миллионов долларов США. Для сравнения, в 2017 году товарооборот составлял 8 миллионов долларов США.

## Сотрудничество в области образования и науки
Достаточно активно осуществляется сотрудничество двух стран в области науки и образования, реализуемое в рамках Межправительственного Соглашения о сотрудничестве в области образования и науки, подписанного в апреле . В 2016 году в армянских ВУЗах обучалось около 30 граждан Казахстана.
Сотрудничество между учеными Казахстана и Армении развивается в области социально-политических наук, истории, этнологии и осуществляется в форме совместных научных исследований, конференций, семинаров. В ходе II Всемирного экономического форума молодежи на тему «Поколение Global: молодежные инициативы для устойчивого экономического развития», прошедшего в рамках VI Астанинского экономического форума (22-24 мая 2013 г., г. Астана), состоялось присуждение Молодежного гранта Астанинского клуба нобелевских лауреатов в сумме около 33 тыс. долл. группе молодых ученых Российско-Армянского университета (РАУ) во главе с заведующей кафедрой экономической теории и проблем экономики переходного периода РАУ М.Восканян. Грант был присужден за проект под названием «Формирование институциональной среды как фактора развития финансового посредничества в странах с переходной экономикой».
Также, в 2013 году Аграрный университет в г. Астане и Совет молодых ученых Института геофизики и инженерной сейсмологии имени А.Назарова НАН Армении достигли договоренности о научно-исследовательском сотрудничестве в сфере сейсмической безопасности. В частности, при финансовом содействии Аграрного университета в сумме 200 тыс.долл. молодые армянские ученые НАН реализуют программу по созданию новой системы сейсмической безопасности. При этом, система сейсмической безопасности, которая будет создана в рамках программы, будет применяться в обеих странах.
Кроме того, в 2013 году согласно Меморандуму о сотрудничестве между Евразийским национальным университетом имени Л. Н. Гумилева (г. Астана) и Ереванским государственным университетом (ЕГУ) в Армении, на базе ЕГУ прошли практику 2 казахстанских магистранта, которые параллельно проводили занятия по Истории Казахстана для армянских студентов в Центре казахского языка, истории и культуры, открытого 19 августа при ЕГУ. Также они провели исследование древнекыпчакских рукописей в Институте древних рукописей Матенадаран им. М.Маштоца.
28-29 сентября 2018 года с рабочим визитом Ереван посетила казахстанская делегация Евразийского национального университета им. Л.Гумилева во главе с ректором Ерланом Сыдыковым и с участием Директора Национального центра рукописей и редких книг Министерства культуры Казахстана А.Садуова. В первый день визита в стенах Института древних рукописей «Матенадаран» состоялась научная конференция на тему «Работы казахских и армянских ученых в исследовании армяно-кыпчакских памятников письменности», в которой приняли участие казахстанские и армянские ученые-тюркологи и востоковеды.
Главным событием конференции стало подписание Меморандума о сотрудничестве между Национальным центром рукописей и редких книг Министерства культуры Казахстана и Институтом древних рукописей «Матенадаран» с участием руководителей данных организаций. Кроме того в рамках двухдневного визита состоялись двусторонние встречи главы казахстанской делегации с руководителями ряда министерств и ведомств Армении, в ходе которых стороны отметили необходимость дальнейшего укрепления казахстанско-армянских взаимоотношений в сфере науки и культуры путём реализации совместных проектов.

## Сотрудничество в культурно-гуманитарной сфере
Культурно-гуманитарное сотрудничество между Казахстаном и Арменией подкреплено Соглашением о сотрудничестве в области культуры (ноябрь 2006 г.).
С 2010 года при поддержке Посольства Казахстана в Армении при Кафедре тюркологии Ереванского государственного университета действует Центр казахского языка, культуры и истории.
7-9 октября 2014 года состоялся визит Министра культуры и спорта Республики Казахстан Арыстанбек Мухамедиулы в Республику Армения. В ходе визита состоялась встреча с Министром культуры Армении Асмик Погосян, на которой была подписана Программа сотрудничества в сфере культуры на 2015—2016 годы.
30 ноября 2016 г. в Национальной библиотеке Армении открылся Центр казахской литературы. В ходе открытия Центра состоялась подписание Меморандума о взаимопонимании и сотрудничестве между Национальной академической библиотекой Республики Казахстан и Национальной библиотекой Армении.
В ереванском кинотеатре «Москва» 18 сентября 2017 года состоялась церемония открытия «Недели казахстанского кино» в рамках 25-летия установления дипломатических отношений между Казахстаном и Арменией и 10-летия открытия Посольства в Ереване. В открытии участвовали Председатель Союза кинематографистов Армении Рудольф Ватинян, Посол Казахстана в Армении Тимур Уразаев и исполнитель главный роли в фильме «Шал» Ерболат Тогузаков. Посмотреть фильм также пришли представители министерств и ведомств Армении, дипломатического корпуса, армянская творческая интеллигенция, студенты, а также представители армянской диаспоры Казахстана.
4-10 июля 2018 г. Посольство Казахстана в Армении на площадке трёх станций столичного метро — «Площадь Республики», «Молодежная» и «Баграмяна» организовало фотовыставку под названием «Столицы мира: от Астаны до Еревана», приуроченную 20-летию Астаны и 2800-летию Еревана.
28 сентября 2018 года в рамках визита делегации Евразийского Национального университета им. Л.Гумилева состоялся литературно-музыкальный вечер «Абаевские чтения в Ереване», участие в котором приняли представители творческой и литературной интеллигенции Казахстана и Армении.
В целом, представители культуры и искусства двух стран регулярно проводят встречи на различных международных и региональных конкурсах, концертах и других мероприятиях.
Сотрудничество Казахстана и Армении в культурно-гуманитарной сфере содействует укреплению взаимопонимания и дружественных отношений между двумя народами.

## Армяне в Казахстане
Формирование армянской общины Казахстана началось после вхождения Центральной Азии в состав Российской империи. Численность армянского населения выросла в советский период, когда началось активное строительство промышленных предприятий.
Армяне проживают в основном в таких городах, как Караганда, Алма-Ата, Павлодар. На сегодняшний день в Казахстане живут 20-25 тысяч армян. Функционируют несколько воскресных школ, где обучаются 300—400 человек.
С 2004 года действует созданная в Алма-Ате Ассоциация культурных центров РК «Наири», руководителем которой является А. Карапетян.
Армянская община принимает активное участие в жизни Казахстана, в том числе в работе Ассамблеи народа Казахстана.

## Послы Казахстана в Армении
Список чрезвычайных и полномочных послов без учёта послов по совместительству и временных поверенных в делах:
1. Айымдос Бозжигитов (январь 2010 — 6 марта 2015)
2. Тимур Уразаев (29 марта 2016 — 12 февраля 2021)
3. Болат Иманбаев (12 февраля 2021—н. в.)

## Послы Армении в Казахстане
1. Меликян, Арман Варданович (1993—1999)
2. Хуршудян, Эдуард Шагенович (1999—2004)
3. Хачатрян, Левон (2005—2008)
4. Газарян Василий (2008—2013)
5. Саакян, Ара Акопович (2013—2018)
6. Галачян, Гагик Кимович (2018—2020)
7. Гевондян Армен Вачикович (2022-н.в.)